# Thủy điện Bắc Hà
Thủy điện Bắc Hà còn gọi là Thủy điện Cốc Ly là công trình thủy điện xây dựng trên thượng nguồn sông Chảy, tại vùng đất xã Cốc Ly, huyện Bắc Hà, tỉnh Lào Cai, Việt Nam .
Thủy điện Bắc Hà có công suất 90 MW với 2 tổ máy, sản lượng điện hàng năm 378 triệu KWh, 
khởi công 2004 hoàn thành 2012.
Hồ chứa của nhà máy kéo dài trên 40 Km từ xã Cốc Ly lên đến huyện Si Ma Cai, dung tích khoảng 171,1 triệu m³, diện tích lưu vực khoảng 3.465 km². Theo thiết kế Theo thiết kế, đập bêtông trọng lực có chiều cao lớn nhất là 77,6m và chiều dài theo đỉnh là 438 m. Sản lượng điện trung bình mỗi năm là 378 triệu KWh. Tổng mức đầu tư gần 2.000 tỷ đồng, Công trình do Tổng Công ty Xây dựng và Phát triển hạ tầng Licogi làm chủ đầu tư .

## Xây dựng
Nhà máy thủy điện Bắc Hà được khởi công năm 2004, đến tháng 1 năm 2007 chính thức thi công các phần hạng mục chính. Tháng 2 năm 2008 chính thức hoàn thành công trình dẫn dòng và ngăn sông đợt 1. Trải qua rất nhiều khó khăn trong quá trình thi công, đến ngày 19 tháng 12 năm 2011 Thủy điện Bắc Hà chính thức tích nước, hoàn thiện công tác lắp máy tổ máy số 1 vào cuối tháng 5 năm năm 2012. Ngày 21 tháng 5 năm 2012 chính thức phát điện hòa vào lưới điện quốc gia .
Ngoài chức năng phát điện, hồ chứa còn góp phần bổ sung nước tưới tiêu và nước sinh hoạt trong mùa khô cho huyện Bảo Yên, đồng thời gia tăng lưu lượng dòng chảy đến hồ Thác Bà, làm tăng sản lượng điện cho Nhà máy thủy điện Thác Bà.
Các đơn vị tham gia xây dựng công trình bao gồm:
- 1. Chủ đầu tư: Công ty cổ phần thủy điện Bắc Hà
- 2. Giám sát thi công xây dựng:Công ty tư vấn 11 - Tổng công ty tư vấn xây dựng thủy lợi Việt Nam (HEC)
- 3. Đơn vị tư vấn: Công ty tư vấn Điện 1 và Công ty tư vấn LICOGI
- 4. Tổng thầu thi công: Tổng công ty LICOGI 18
- 5. Đơn vị lắp máy: Công ty LILAMA 10

Cùng trên đoạn sông Chảy thuộc tỉnh Lào Cai còn có:
- Thủy điện Pa Ke 22°41′15″B 104°20′11″Đ / 22,68762°B 104,336418°Đ
- Thủy điện Vĩnh Hà 22°18′13″B 104°27′12″Đ / 22,303611°B 104,453333°Đ

## Sự cố
Mùa lũ tháng 9/2014 thủy điện Bắc Hà xả lũ gây ngập lụt 90 ha lúa và hoa màu ở huyện Bảo Yên, trong đó có các xã Việt Tiến (31 ha), Tân Dương (22 ha), Xuân Hòa (15 ha). Trước đó, đã nhiều lần nhà máy này đã xả lũ gây ngập úng, thiệt hại nặng ở phía hạ lưu . Người dân hạ du là đối tượng chịu nhiều thiệt hại và cuộc sống bị ảnh hưởng lâu dài, nhưng mức đền bù thì còn rất khiêm tốn .